# Manny Charlton

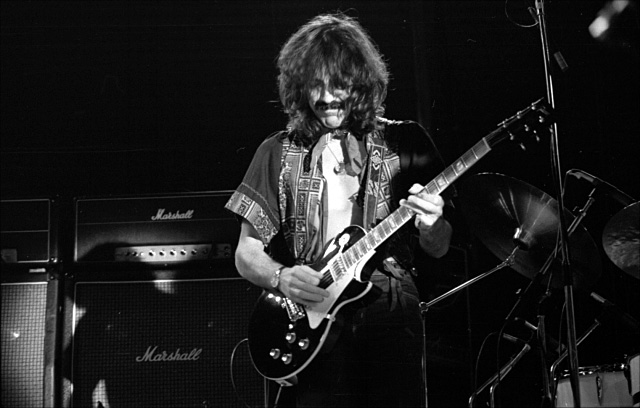
Manny Charlton, 1976

Manuel „Manny“ Charlton (* 25. Juli 1941 in La Línea de la Concepción; † 5. Juli 2022 in Texas) war ein Gitarrist und Musikproduzent spanischer Herkunft. Er war Gründungsmitglied der Hard-Rock-Band Nazareth, bei der er von 1968 bis 1990 Gitarre spielte.

## Charlton und Nazareth
Charlton wurde 1941 in Südspanien geboren, von wo aus seine Familie Anfang der 1940er Jahre, als er zwei Jahre alt war, nach Dunfermline in Schottland auswanderte. Zuerst spielte Charlton bei den Bands Mark 5 und Red Hawks, bis er sich den The Shadettes anschloss. 1968 änderten die Shadettes ihren Namen in Nazareth und wurden für zwei Jahrzehnte Charltons musikalisches Zuhause.
Charlton trieb die Karriere von Nazareth maßgeblich voran und zeichnet für die größten Erfolge der Band verantwortlich. Sein markantes Gitarrenspiel ergänzte sich mit der rauen Stimme von Dan McCafferty. Gerade auf den frühen Alben von Nazareth tat er sich als einer der begabtesten Slide-Gitarristen hervor, davon profitierten in erster Linie die ersten Hits Bad Bad Boy und Broken Down Angel von der in Europa besonders erfolgreichen LP Razamanaz aus dem Jahr 1973.
Charlton war lange Zeit Produzent von Nazareth, nachdem man getrennte Wege vom langjährigen Produzenten Roger Glover ging. Hair of the Dog war 1975 Charltons erste Produktionsarbeit, gefolgt von Dan McCaffertys erstem selbstbetitelten Soloalbum im selben Jahr.

## Trennung von Nazareth und Solopfade
Nachdem er Nazareth 1990 verlassen hatte, spielte Charlton einige Solo-Gigs in der schottischen Nightclub-Szene. Nebenbei produzierte er neue Bands wie beispielsweise Jingo de Lunch. 1997 veröffentlichte er bei Red Steel sein erstes Soloalbum Drool. Im Jahr darauf zog er nach Texas und gründete die Manny Charlton Band, kurz MCB. Es erschienen Alben wie Stonkin und Klone This. Danach fokussierte Charlton sich wieder auf reine Solopläne und brachte 2004 unter seinem Namen Say The Word beim schottischen Label River Records heraus. Der Nachfolger Sharp war 2005 in erster Linie ein Album mit Coverversionen. Unter anderem waren Tim Hardins Hang on to a Dream und Bob Dylans Shelter from the Storm vertreten. Im selben Jahr folgte Sharp Re-Loaded.
Im Frühjahr 2006 schloss sich Charlton der schwedischen Rockband From Behind an, bei der auch Nicky Moore, ehemaliger Sänger von Samson, aktiv war. Das From-Behind-Debüt nannte sich Game Over. 2007 trennte Charlton sich von From Behind und brachte ein weiteres Soloalbum, Americana Deluxe heraus, das ein Cover von Fleetwood Mac, und zwar Tusk, enthält.
Ende 2007 gründete Charlton mit drei amerikanischen Musikern die Band Nazareth with Manny Charlton, die nichts mit der Band Nazareth zu tun hatte. Diese hat sich ihren Namen nunmehr rechtlich schützen lassen und ging mit ihren Rechtsanwälten gegen Charlton und den Missbrauch des Namens vor.

## Doom/Blood on the Walls
1995 schickte Charlton ein Tonband an id Software, den Schöpfern des Videospiels Doom. Es beinhaltete einen noch unbetitelten Song zur Verwendung in dem Spiel, dem John Romero den Namen Blood on the Walls gab und später als Download auf seiner Website zur Verfügung stellte.

## Diskografie

### Nazareth
- 1971: Nazareth
- 1972: Exercises
- 1973: Razamanaz
- 1973: Loud ’n’ Proud
- 1974: Rampant
- 1975: Hair of the Dog
- 1976: Close Enough for Rock ’n’ Roll
- 1976: Play ’n’ the Game
- 1977: Expect No Mercy
- 1979: No Mean City
- 1980: Malice in Wonderland
- 1981: The Fool Circle
- 1982: 2XS
- 1983: Sound Elixir
- 1984: The Catch
- 1986: Cinema
- 1989: Snakes ’n’ Ladders

### Solo
- 1999: Manny Charlton – Drool
- 2000: Manny Charlton – Bravado
- 2002: Manny Charlton Band – Stonkin’
- 2003: Manny Charlton Band – Klone This
- 2004: Manny Charlton – Say The Word
- 2004: Manny Charlton – Sharp
- 2005: Manny Charlton – Sharp Re-Loaded
- 2006: From Behind – Game Over
- 2007: Manny Charlton – Americana Deluxe
- 2008: Manny Charlton – Then There’s This
- 2013: Manny Charlton Band – Hellacious
- 2016: Manny Charlton – Solo
- 2018: Manny Charlton – Creme de la Creme – a Best of

### Single
- 2012: Manny Charlton Band – It Does Something